# Капаау (Гаваї)
Капаау (англ. Kapaau) — переписна місцевість (CDP) в США, в окрузі Гаваї штату Гаваї. Населення — 2008 осіб (2020).

## Географія
Капаау розташований за координатами 20°13′26″ пн. ш. 155°48′30″ зх. д. / 20.22389° пн. ш. 155.80833° зх. д. (20.223979, -155.808254).  За даними Бюро перепису населення США в 2010 році переписна місцевість мала площу 7,44 км², з яких 7,44 км² — суходіл та 0,01 км² — водойми.

## Демографія
Згідно з переписом 2010 року, у переписній місцевості мешкали 1734 особи в 584 домогосподарствах у складі 412 родин. Густота населення становила 233 особи/км².  Було 650 помешкань (87/км²).
Расовий склад населення:
| - 31,5 % — азіатів - 21,3 % — білих - 7,4 % — вихідців з тихоокеанських островів - 0,3 % — корінних американців - 0,2 % — чорних або афроамериканців - 1,1 % — осіб інших рас |

До двох чи більше рас належало 38,2 %. Частка іспаномовних становила 15,8 % від усіх жителів.
За віковим діапазоном населення розподілялося таким чином: 25,0 % — особи молодші 18 років, 57,9 % — особи у віці 18—64 років, 17,1 % — особи у віці 65 років та старші. Медіана віку мешканця становила 40,6 року. На 100 осіб жіночої статі у переписній місцевості припадало 95,9 чоловіків;  на 100 жінок у віці від 18 років та старших — 97,4 чоловіків також старших 18 років.
Середній дохід на одне домашнє господарство  становив 77 001 долар США (медіана — 53 611), а середній дохід на одну сім'ю — 77 636 доларів (медіана — 71 023). Медіана доходів становила 42 188 доларів для чоловіків та 34 271 долар для жінок. За межею бідності перебувало 18,3 % осіб, у тому числі 30,2 % дітей у віці до 18 років та 13,0 % осіб у віці 65 років та старших.
Цивільне працевлаштоване населення становило 824 особи. Основні галузі зайнятості: мистецтво, розваги та відпочинок — 35,4 %, освіта, охорона здоров'я та соціальна допомога — 15,5 %, роздрібна торгівля — 12,5 %.